# Beta Phoenicis
Beta Phoenicis (β Phe / β Phoenicis / Beta Phoenicis) è la seconda stella più brillante della costellazione della Fenice. La sua magnitudine apparente è 3,32 e dista circa 180 anni luce dal sistema solare, anche se esiste un certo margine di incertezza a tal proposito.

## Osservazione
Si tratta di una stella situata nell'emisfero australe celeste. La sua posizione moderatamente australe fa sì che questa stella sia osservabile specialmente dall'emisfero sud, in cui si mostra alta nel cielo nella fascia temperata; dall'emisfero boreale la sua osservazione risulta invece più penalizzata, specialmente al di fuori della sua fascia tropicale, e risulta invisibile più a nord del parallelo 43°N. La sua magnitudine pari a 3,32 le consente di essere scorta dai piccoli centri urbani senza difficoltà, sebbene un cielo non eccessivamente inquinato sia maggiormente indicato per la sua individuazione.
Il periodo migliore per la sua osservazione nel cielo serale ricade nei mesi compresi fra agosto e dicembre; nell'emisfero sud è visibile anche per buona parte dell'inverno, grazie alla declinazione australe della stella, mentre nell'emisfero nord può essere osservata in particolare durante i mesi autunnali boreali.

## Caratteristiche fisiche
Beta Phoenicis è una stella binaria formata da due giganti gialle molto simili tra loro, di tipo spettrale G8III e di magnitudine rispettivamente +4,0 e + 4,1. Entrambe le componenti hanno una massa vicino a 3 volte quella solare, e sono un centinaio di volte più luminose, con un temperatura superficiale di poco inferiore ai 5000 K. Le due stelle orbitano attorno al comune centro di massa in un periodo di 168 anni, ad una distanza media tra loro di 52 UA, anche se l'alta eccentricità orbitale porta a variare la distanza da 16 a 96 UA. L'ultimo periastro ebbe luogo nel 2003.
Vicina alla coppia principale si trova una terza stella, una compagna ottica di magnitudine 11,5 distanziata di 58 secondi d'arco dalla coppia di giganti gialle.